# Cultura di Hamangia
La cultura di Hamangia fu una cultura neolitica sviluppatasi nella regione della Dobrugia. Prende il nome dal sito rumeno di Baia-Hamangia dove nel 1952 furono fatti importanti ritrovamenti.

## Storia
La cultura di Hamangia ebbe origine intorno al 5200 a.C. e durò fino al 4200 a.C. circa. L'interpretazione dei dati sembrerebbe suggerire un'origine anatolica, differentemente dalla culture vicine che rappresentano invece l'evoluzione delle culture locali.

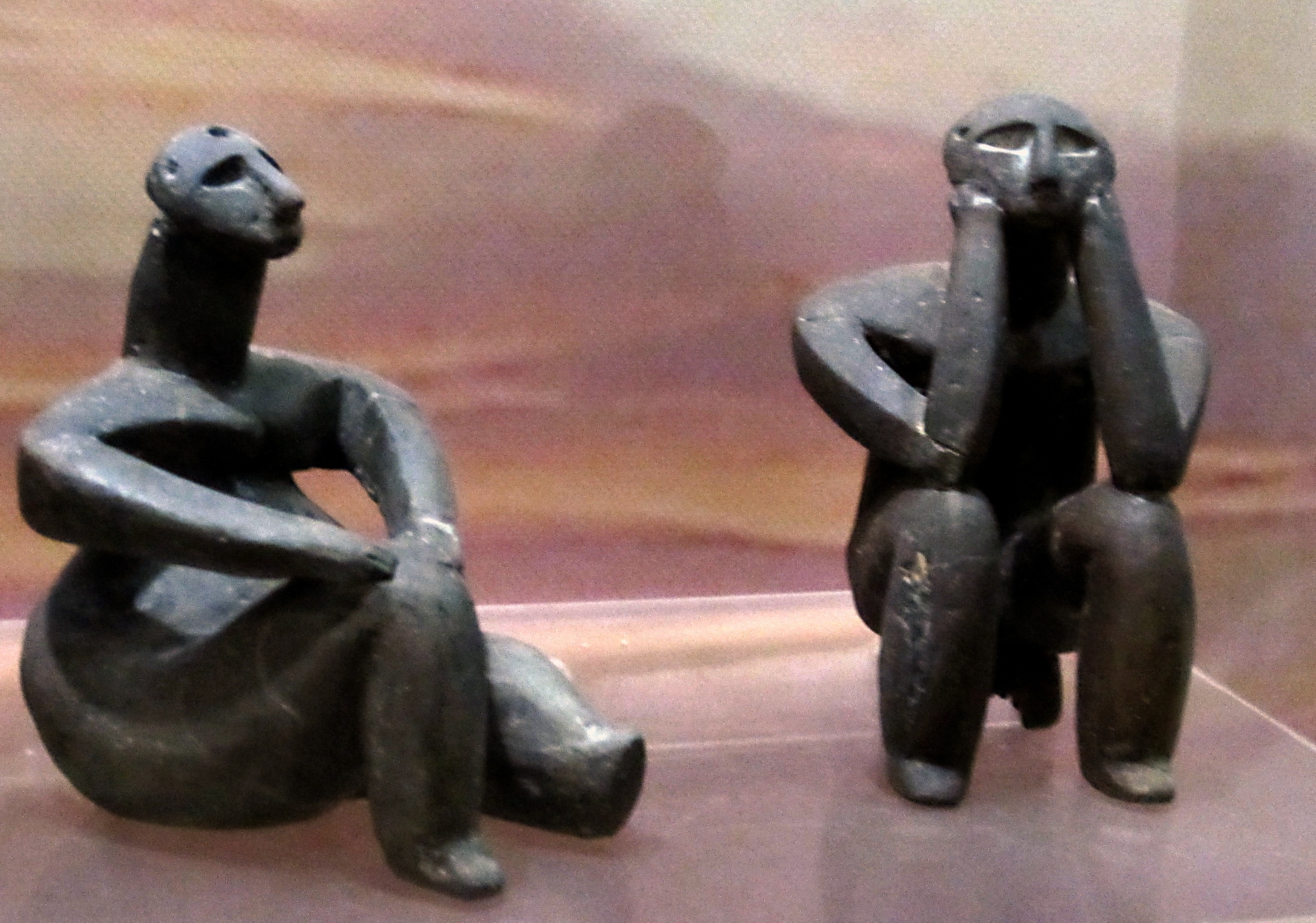
Figurine in ceramica

## Cultura materiale
Le ceramiche erano generalmente dipinte e decorate con motivi a spirale. Figurine in ceramica sono abbastanza comuni e ritraggono figure di donne stilizzate con seni e glutei enfatizzati.

## Insediamenti
Gli insediamenti consistono di case rettangolari con una o due stanze, costruite a Torchis, in certi casi con fondazioni in pietra. 
Generalmente venivano edificati lungo la costa, i laghi o i fiumi.